# Rivière Upaunan
Rivière Upaunan är ett vattendrag i Kanada.   Det ligger i provinsen Québec, i den östra delen av landet, 600 km norr om huvudstaden Ottawa.
I omgivningarna runt Rivière Upaunan växer i huvudsak barrskog. Trakten runt Rivière Upaunan är nära nog obefolkad, med mindre än två invånare per kvadratkilometer.